# Puerto Marín Balmaceda Airport
Puerto Marín Balmaceda Airport är en flygplats i Chile. Den ligger i den södra delen av landet, 1 200 km söder om huvudstaden Santiago de Chile. Puerto Marín Balmaceda Airport ligger 8 meter över havet.
Terrängen runt Puerto Marín Balmaceda Airport är varierad. Havet är nära Puerto Marín Balmaceda Airport åt nordväst. Trakten runt Puerto Marín Balmaceda Airport är nära nog obefolkad, med mindre än två invånare per kvadratkilometer.. 
I omgivningarna runt Puerto Marín Balmaceda Airport växer i huvudsak blandskog.